# 細川隆三
細川 隆三（ほそかわ りゅうぞう、1967年5月16日 - ）は、日本の政治ジャーナリスト、政治評論家。父親は元毎日新聞記者で、政治評論家の細川隆一郎、大叔父は政治評論家の細川隆元、妹は政治ジャーナリストの細川珠生、甥は先祖研究者の片平凌悟。

## 来歴
東京都出身。1991年3月、慶應義塾大学法学部政治学科卒業後の同年4月、テレビ朝日に入社。同期は元アナウンサーで現：報道局社会部記者の真鍋由、現：フリーアナウンサー、ビジネスマナー講師で東京タクシーセンターのタクシードライバー向け英会話講師等を担当する日下千帆。
新人研修後、報道局政治部に正式配属となり、小渕恵三自由民主党幹事長、梶山静六国会対策委員長、経世会を担当。その後、宮澤喜一内閣総理大臣の番記者などを担当。
1992年12月18日に小沢一郎、羽田孜らのグループが経世会を脱会により誕生した、改革フォーラム21を担当。
1993年、自民党の55年体制の崩壊と新党ブームにより誕生した、細川護煕連立政権誕生に至る政局を取材。その後、羽田政権、自社さ連立政権の村山内閣等を経て、小泉政権、第1次安倍内閣を取材。
2009年、かつて父である隆一郎と友人関係であった、鳩山由紀夫民社国連立政権時に2度目の官邸キャップ。その他、与党（自民党）、野党担当、外務省、防衛省各キャップを歴任し、2015年、第3次安倍内閣で3度目の官邸キャップを担当し、政治部統括デスクに異動。
海部俊樹以降の総理担当記者を担当し、G7サミット、G20サミット、APECなどの国際会議や日米首脳会談等の同行取材も経験。
2019年3月末付けにて、テレビ朝日を退職。同年4月からフリーの政治評論家として、主に古巣であるテレビ朝日の番組や講演活動を行っている。

## 人物
- 祖先が戦国武将であったため、会社員時代の愛称は「殿」と呼称されていた[3]。

## 出演番組

### 現在

#### テレビ
- 羽鳥慎一モーニングショー（テレビ朝日）※政治部キャップ時代から出演
- サンデーLIVE!!（テレビ朝日）
- モーニングCROSS（TOKYO MX） - 2019年8月30日、11月21日
- 報道ライブ インサイドOUT（BS11）

#### ラジオ
- ONE MORNING（TOKYO FM）※NEWS HEADLINE - 2020年5月22、28日
- Baile Yokohama（FM YOKOHAMA）

#### インターネット動画配信
- AbemaPrime（AbemaNews）

### テレビ
- サンデープロジェクト※討論コーナー担当
- 報道ステーション※官邸記者取材報告
- スーパーJチャンネル※官邸記者取材報告
- やじうまプラス※「記者の目」（夜討ち朝駆けコーナー）
- ワイド!スクランブル
- 日曜スクープ（BS朝日）

### インターネット動画配信
- みのもんたのよるバズ!（AbemaNews）※コメンテーター（不定期）
- けやきヒル’sNEWS（AbemaNews）※政局コメント
- 原宿アベニュー、けやき坂アベニュー（AbemaNews）※政局コメント

## 制作番組
- 選挙ステーション（プロデューサー） - 2012 - 2014年